# 전주시 덕진구 (선거구)
전주시 덕진구는 대한민국의 옛 국회의원 선거구이다. 당시 전라북도 전주시 덕진구 지역을 관할했다.

## 역사
1989년 5월 1일에 전주시에 구제가 실시되면서 덕진구와 완산구가 설치되었다. 이에 따라 대한민국 제14대 국회의원 선거를 앞두고 전주시 갑 선거구와 전주시 을 선거구가 폐지되고 일반구의 경계를 따라 전주시 완산구 선거구와 전주시 덕진구 선거구가 설치되었다.
대한민국 제20대 국회의원 선거를 앞두고 전주시 지역의 선거구가 개편되었다. 이 과정에서 덕진구 인후3동이 전주시 완산구 갑 선거구와 함께 전주시 갑 선거구를 형성하게 되었으며 나머지 전주시 덕진구의 관할 구역은 전주시 병 선거구를 형성하게 되었다.

## 역대 국회의원
| 선거   | 정당 | 정당           | 의원   |
| ------ | ---- | -------------- | ------ |
| 1992년 |      | 민주당         | 오탄   |
| 1996년 |      | 새정치국민회의 | 정동영 |
| 2000년 |      | 새천년민주당   | 정동영 |
| 2004년 |      | 열린우리당     | 채수찬 |
| 2008년 |      | 통합민주당     | 김세웅 |
| 2009년 |      | 무소속         | 정동영 |
| 2012년 |      | 민주통합당     | 임내현 |

## 역대 선거 결과

### 대한민국 제14대 국회의원 선거
|  | 57.97% |

|  | 24.37% |

|  | 11.86% |

|  | 2.74% |

|  | 1.47% |

|  | 1.23% |

|  | 0.33% |

### 대한민국 제15대 국회의원 선거
|  | 89.91% |

|  | 10.08% |

### 대한민국 제16대 국회의원 선거
|  | 88.24% |

|  | 5.79% |

|  | 3.61% |

|  | 2.34% |

### 대한민국 제17대 국회의원 선거
|  | 72.52% |

|  | 16.70% |

|  | 8.38% |

|  | 1.29% |

|  | 1.09% |

### 대한민국 제18대 국회의원 선거
|  | 49.12% |

|  | 37.32% |

|  | 7.46% |

|  | 4.93% |

|  | 1.14% |

### 2009년 대한민국 재보궐선거
|  | 72.27% |

|  | 12.93% |

|  | 8.67% |

|  | 6.11% |

### 대한민국 제19대 국회의원 선거
|  | 62.52% |

|  | 21.90% |

|  | 6.35% |

|  | 5.82% |

|  | 3.39% |